# Ludwik Anstadt
Ludwik Anstadt (ur. 1841 w Łodzi, zm. 29 sierpnia 1902 tamże) – łódzki przemysłowiec browarnik. 

## Życiorys
Syn Karola, po którego śmierci stanął na czele spółki rodzinnej, w jaką został zmieniony browar Karola Anstadta. W latach osiemdziesiątych zakład znacznie rozbudowano.
Od 1881 roku na obszarze doliny Łódki, na północ od browaru, Ludwik, wraz z braćmi, urządzał prywatny park „Helenów”, który został oddany do użytku publicznego w 1885 roku.
W 1900 roku Ludwik założył własny browar przy obecnej ulicy Sędziowskiej, tam też wzniósł willę.